# Perilissus ovipositor
Perilissus ovipositor är en stekelart som beskrevs av Aubert 1979. Perilissus ovipositor ingår i släktet Perilissus och familjen brokparasitsteklar. Inga underarter finns listade i Catalogue of Life.